# Giovanni Battista de Rossi
Giovanni Battista de Rossi (Roma, 1822 - Castel Gandolfo, 1894) fue un arqueólogo italiano.

## Biografía
Se doctoró en derecho, pero ya desde muy joven se apasionó por la arqueología. En 1850 descubrió las Catacumbas de San Calixto, cerca de la Vía Apia antigua, junto con Alexandre Panon de Richmont, y en 1868 descubre la basílica de las Catacumbas de Generosa. Responsable de la constitución del Museo cristiano lateranense, hoy parte de los Museos Vaticanos, en 1854 colaboró con Wilhelm Henzen y Theodor Mommsen en la compilación del Corpus Inscriptionum Latinarum.
En 1861 inició la publicación de las Inscriptiones christianae urbis Romae septimo saeculo antiquores («Inscripciones cristianas de la ciudad de Roma, anteriores al siglo VII»), en 1863 fundó el periódico Bullettino di archeologia cristiana y en 1864 publicó el primer volumen de su Roma sotterranea cristiana («Roma subterránea cristiana»). Fue director del Museo cristiano vaticano y presidente de la Pontificia Academia romana de Arqueología.

## Obra
- Inscriptiones christianae Urbis Romae septimo saeculo antiquiores, 2vv., Roma 1861-1888
- La Roma sotterranea cristiana descritta e illustrata, 3 vv., Roma 1864-1877
- Mosaici delle chiese di Roma anteriori al secolo XV, Roma 1872
- Bullettino di archeologia cristiana. Seis series de monografías y comunicaciones, que apareció mensualmente (1863–69), luego trimestral (1870–75), (1876–81), y anualmente (1882–89), (1889–94), meticulosamente indexadas cada serie
- Inscriptiones Urbis Romae latinae volumen VI de Corpus Inscriptionum Latinarum (Berlín) de la cual Rossi fue uno de los principales editores
- Martyrologium Hieronymianum, editado con Louis Duchesne en vol. 1, noviembre, de Bollandists' Acta Sanctorum. Bruselas, 1894

## Tributos
- Albo dei sottoscrittori per la medaglia d'oro in onore del commendatore Gio. Batt. de Rossi: e relazione della solennità nel presentarla in Laterano ... 1882. Roma 1882 (incluye lista de publicaciones)
- Albo dei sottoscrittori pel busto marmoreo del Comm. G. B. de Rossi e relazione dell'inaugurazione fattane ... 1892: sopra il Cimitero di Callisto per festeggiare il sessantesimo anno del principe della sacra archeologia. Roma: Cuggiani 1892
- Paul Maria Baumgarten: Giovanni Battista de Rossi der Begründer der christlich-archäologischen Wissenschaft: eine biographische Skizze. Colonia: Bachem 1892
- Antonio Baruffa: Giovanni Battista DeRossi: l'archeologo esploratore delle Catacombe. Città del Vaticano: Libreria Ed. Vaticana 1994. ISBN 88-209-2010-7
- Pontificia Commissione de Archeologia Sacra: Giovanni Battista De Rossi e le catacombe Romane. Ciudad del Vaticano 1994